# Rudolf Keller (Biochemiker)
Rudolf Keller später auch in der Schreibweise Rudolph Keller (* 26. April 1875 in Schlackenwerth, Österreich-Ungarn; † 9. Mai 1964 in New York City, New York) war ein österreichisch-tschechoslowakisch-US-amerikanischer Biochemiker, Publizist und Verleger.

## Leben

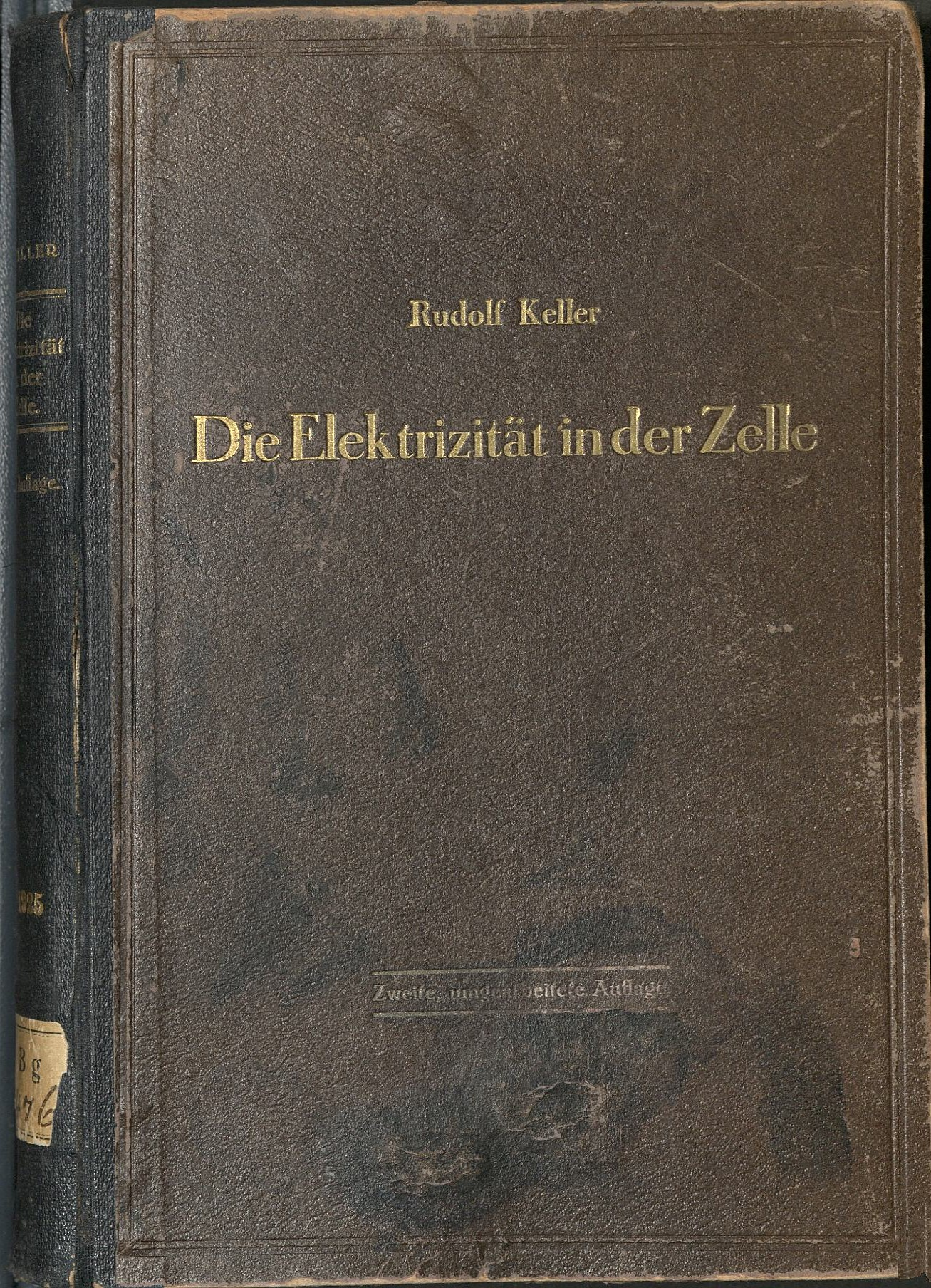
2. Auflage (1925)

Rudolf Keller wandte sich nach abgelegter Matura dem Studium der Naturwissenschaften an der Deutschen Universität Prag zu, das er mit dem Erwerb des akademischen Grades eines Dr. phil. abschloss. Der in den Folgejahren als Exporteur sowie Vertreter, später als Journalist tätige Keller stieg durch die Heirat mit der Tochter des Verlegers Heinrich Mercy zum Mitbesitzer sowie Herausgeber mehrerer Zeitungen auf, darunter des Prager Tagblatts und des Aussiger Tagblatts.
Keller widmete sich daneben als Privatgelehrter der Biochemie und gehörte zu den Begründern und Mitarbeitern der biologisch-physikalischen Arbeitsgemeinschaft Prag. In den Jahren 1925 bis 1928 hielt er in Prag die Leitung eines naturwissenschaftlichen Labors inne.
Keller emigrierte 1939 über Schweden sowie Großbritannien in die USA. 1944 wurde er zum Direktor der Robinson Foundation bestellt, 1947 wechselte er in gleicher Funktion zur Madison Foundation for Biochemical Research in New York. Der mit der Ehrendoktorwürde der Universität Basel ausgezeichnete Keller veröffentlichte unter anderem Elektrizität in der Zelle, erschienen 1918 im Braumüller Verlag.

## Weitere Publikationen
- Elektrohistologische Untersuchungen an Pflanzen und Tieren, Prager Verlags-Gesellschaft, Prag-Smichov, 1920
- Poincaré und die deutsche Schwerindustrie, Verlagsbuchhandlung J. Kittl's Nachf. Keller & Co., Mährisch-Ostrau, 1924
- Biochemische Hochspannungsversuche, Julius Springer, Berlin, 1926
- Der elektrische Faktor der Ernährung, S. Karger, Berlin, 1936
- New aspects of cheap food, Research Books, London, 1943
- The role of potassium and sodium group in biology and medicine, R. Keller, New York, NY, 1946
- Extracellular substances in the thyroid, Robinson Foundation, New York, NY, 1947